# Чернігівське воєводство
Черні́гівське воєво́дство (лат. Palatinatus Czernihoviensis, пол. Województwo czernihowskie) — адміністративно-територіальна одиниця Корони Польської в Речі Посполитій. Існувало в 1635—1654 роках.
У 1618 році було передано королевичу Владиславу землі Чернігівщини і Сіверщини, які опинилися у складі Республіки Обох Націй 1618 року після московсько-польської війни згідно з Деулінською угодою. 1619 року сформовано Чернігівське та Новгород-Сіверське капітанства. Адам Вишневецький та Мартин Бочковський висунули ідею створення Чернігівського воєводства, про що клопотали на сеймі 1622 року. 1633 року запроваджено замість капітанств староства: Чернігівське, Новгород-Сіверське та Ніжинське.
Створено Чернігівське воєводство 1635 року. Входило до складу Малопольської провінції. Належало до регіону Русь. Розташовувалося в східній частині Речі Посполитої, на сході Русі. Головне місто — Чернігів. Очолювалося чернігівськими воєводами. Сеймик воєводства збирався у Чернігові. Мало представництво із 2 сенаторів у Сенаті Речі Посполитої. Складалося з 2 повітів. Після спалаху Хмельниччини в 1648 році опинилося під владою козаків Війська Запорозького. За Гадяцькою угодою 1658 року передавалося під контроль козацького гетьмана. Остаточне ліквідоване 1667 року за умовами Андрусівського миру. Територія воєводства увійшла до складу Чернігівського полку та Стародубського полку Війська Запорозького, що залежало від Московського царства. Назва воєводства продовжувала вживатися в титулярних урядах шляхти Речі Посполитої.

## Повіти
- Любецький повіт — 1482 року з Київського воєводства; повітове місто — Любеч;
- Новгородський повіт — повітове місто — Новгород-Сіверський;
- Чернігівський повіт — повітове місто — Чернігів.

## Сенатори
- Чернігівський воєвода
- Чернігівський каштелян